# Master of Disguise
Master of disguise è il quarto album dei Lizzy Borden, uscito nel 1989 per l'etichetta discografica Metal Blade Records.

## Tracce
1. Master of Disguise – 7:22
2. One False Move – 2:52
3. Love Is a Crime – 5:27
4. Sins of the Flesh – 4:34
5. Phantoms – 6:24
6. Never Too Young – 4:52
7. Be One of Us – 4:06
8. Psychodrama – 4:43
9. Waiting the Wings – 5:35
10. Roll Over and Play Dead – 4:08
11. Under the Rose – 2:46
12. We Got the Power – 4:32

## Formazione
- Lizzy Borden - voce
- David Michael-Phillips - chitarra solista, ritmica, acustica
- Ronnie Jude - chitarra solista, ritmica
- Mike Davis - basso
- Joey Scott Harges - batteria, percussioni

### Altri musicisti
- Brian Perry - basso
- Joey Vera - basso
- Mike Razzatti - chitarra addizionale
- Elliot Solomon - tastiere